# Station Blangy-sur-Bresle
Station Blangy sur Bresle is een spoorwegstation in de Franse gemeente Blangy-sur-Bresle.